# Ернст Фридрих I (Саксония-Хилдбургхаузен)
Ернст Фридрих I (на немски: Ernst Friedrich I; * 21 август 1681, Аролзен; † 9 март 1724, Хилдбургхаузен) от линията Ернестини на род Ветини, е от 1715 до 1724 г. херцог на Саксония-Хилдбургхаузен.

## Живот
Той е големият син на херцог Ернст от Саксония-Хилдбургхаузен (1655 – 1715) и съпругата му графиня София Хенриета фон Валдек (1662 – 1702), дъщеря на княз Георг Фридрих от Валдек. Брат му Йозеф Фридрих (1702 – 1787) е генерал-фелдмаршал.
От 1700 г. той е първо на нидерландска, след това на императорска военна служба. Като оберст участва при обсадата на Тьонинг и като генерал на кавалерията в битката при Шеленберг (2 юли 1704). По време на Испанската наследствена война (1701 – 1714) той е ранен в ръката при битката при Хохщет (1704 г.). Заради неговата кампания за Нидерландия, той кръщава първородният си син с името „Холандинус“.
През 1708 г. Ернст Фридрих I става кайзерски генерал-фелдвахтмайстор и 1709 г. генерал-майор на Генерал-държавите. От 1721 г. херцогът е повишен от император Карл VI на императорски фелдмаршал-лейтенант.
Ернст Фридрих I поема управлението през 1715 г. след смъртта на баща му. Заради помпозния му живот и поддържането му на Луи XIV от Франция, страната му попада в големи финансови трудности. През 1717 г. се стига до бунт. Ернст Фридрих отваря салина в Линденау и строи Нойщат в Хилдбургхаузен. Там той построява църква през 1723 г. за френската реформирана община.
Непрекъснато в паричен недостиг той продава територии, между другото и гелдернското графство Кюлемборг, наследство от майка му. Графството през 1720 г. е продадено за 800 000 гулдена на Генерал-държавите, за да обкръжи дворцовата градина в Хилдбургхаузен с един канал. През 1723 г. той продава град Шалкау на Херцогство Саксония-Майнинген. Вдовицата му обявява това за незаконно и води война със Саксония-Майнинген по времето на нейното регентство.
От 1724 до 1728 г. съпругата му София е регентка на малката тюрингска държава за малолетния си син Ернст Фридрих II.

## Фамилия
На 4 февруари 1704 г. Ернст Фридрих I се жени в Ербах за графиня София Албертина фон Ербах-Ербах (1683 – 1742), дъщеря на генерал граф Георг Лудвиг I фон Ербах-Ербах (1643 – 1693) и неговата съпруга графиня Амалия Катарина фон Валдек-Айзенберг (1640 – 1697). С нея той има децата:
- Ернст Лудвиг Холандинус (*/† 1704)
- София Амалия Елизабет (1705 – 1708)
- Ернст Лудвиг Албрехт (*/† 1707)
- Ернст Фридрих II (1707 – 1745), херцог на Саксония-Хилдбургхаузен, женен на 10 юни 1726 г. за графиня Каролина фон Ербах-Фюрстенау (1700 – 1758), дъщеря на граф Филип Карл фон Ербах (1677 – 1736)
- Фридрих Аугуст (1709 – 1710)
- Лудвиг Фридрих (1710 – 1759), женен на 4 май 1749 г. за принцеса Христиана Луиза фон Шлезвиг-Холщайн-Норбург-Пльон (1713 – 1778), дъщеря на херцог Йоахим Фридрих фон Шлезвиг-Холщайн-Зондербург-Пльон (1668 – 1722)
- Елизабет Албертина (1713 – 1761), омъжена на 5 февруари 1735 г. за херцог Карл фон Мекленбург (1708–1752)
- Емануел Фридрих Карл (1715 – 1718)
- Елизабет София (*/† 1717)
- Георг Фридрих Вилхелм (1720 – 1721)
- син (*/† 1721)